# Elisabetta di Sassonia (contessa palatina)
Elisabetta di Sassonia (Wolkenstein, 18 ottobre 1552 – Heidelberg, 2 aprile 1590) è stata una principessa sassone e contessa palatina di Simmern.

## Biografia
Era la figlia del principe elettore Augusto I di Sassonia (1526-1586), e di sua moglie, Anna (1532-1585), figlia del re Cristiano III di Danimarca.

### Matrimonio
Sposò, il 4 giugno 1570 a Heidelberg, Giovanni Casimiro del Palatinato-Simmern (1543-1592). Ebbero sei figli:
- figlio senza nome (1573)
- Maria (1576-1577)
- Elisabetta (1578-1580)
- Dorotea (1581-1631), sposò il principe Giovanni Giorgio I di Anhalt-Dessau (1598-1618)
- figlia senza nome (1584)
- figlia senza nome (1584)

Con questo matrimonio Augusto sperava di far convertire Giovanni al luteranesimo, ma non ci riuscì. I cattolici tedeschi consideravano il matrimonio come una provocazione contro gli Asburgo.

### Morte
Nel mese di ottobre 1585, è stata arrestata e accusata di adulterio e di un complotto omicidio contro il marito. Anche suo fratello, principe elettore Cristiano I, era convinto della sua colpevolezza. Si convertì al calvinismo e morì poco dopo.

## Ascendenza
|                                             |                             |                                             | Genitori                                       |  |  | Nonni |  |  | Bisnonni                           |  |  | Trisnonni                                      |  |
|                                             |                             |                                             |                                                |  |  |       |  |  | Alberto III, VIII duca di Sassonia |  |  | Federico II, VII principe elettore di Sassonia |  |
|                                             |                             |                                             |                                                |  |  |       |  |  | Alberto III, VIII duca di Sassonia |  |  | Federico II, VII principe elettore di Sassonia |  |
|                                             |                             | Margherita d'Austria                        |                                                |  |  |       |  |  | Alberto III, VIII duca di Sassonia |  |  |                                                |  |
| Enrico IV, X duca di Sassonia               |                             |                                             |                                                |  |  |       |  |  | Alberto III, VIII duca di Sassonia |  |  |                                                |  |
|                                             |                             | Sidonia di Boemia                           | Giorgio, re di Boemia                          |  |  |       |  |  |                                    |  |  |                                                |  |
|                                             |                             | Sidonia di Boemia                           | Giorgio, re di Boemia                          |  |  |       |  |  |                                    |  |  |                                                |  |
|                                             |                             | Sidonia di Boemia                           | Cunegonda di Sternberg                         |  |  |       |  |  |                                    |  |  |                                                |  |
| Augusto, XIII principe elettore di Sassonia |                             | Sidonia di Boemia                           |                                                |  |  |       |  |  |                                    |  |  |                                                |  |
|                                             |                             | Magnus II, VII duca di Meclemburgo-Schwerin | Enrico IV, V duca di Meclemburgo-Schwerin      |  |  |       |  |  |                                    |  |  |                                                |  |
|                                             |                             | Magnus II, VII duca di Meclemburgo-Schwerin | Enrico IV, V duca di Meclemburgo-Schwerin      |  |  |       |  |  |                                    |  |  |                                                |  |
|                                             |                             | Magnus II, VII duca di Meclemburgo-Schwerin | Dorotea di Brandeburgo                         |  |  |       |  |  |                                    |  |  |                                                |  |
| Caterina di Meclemburgo-Schwerin            |                             | Magnus II, VII duca di Meclemburgo-Schwerin |                                                |  |  |       |  |  |                                    |  |  |                                                |  |
|                                             |                             | Sofia di Pomerania-Wolgast                  | Eric II, VIII duca di Pomerania-Wolgast        |  |  |       |  |  |                                    |  |  |                                                |  |
|                                             |                             | Sofia di Pomerania-Wolgast                  | Eric II, VIII duca di Pomerania-Wolgast        |  |  |       |  |  |                                    |  |  |                                                |  |
|                                             |                             | Sofia di Pomerania-Wolgast                  | Sofia di Pomerania-Stolp                       |  |  |       |  |  |                                    |  |  |                                                |  |
| Elisabetta di Sassonia                      |                             | Sofia di Pomerania-Wolgast                  |                                                |  |  |       |  |  |                                    |  |  |                                                |  |
|                                             | Federico I, re di Danimarca | Cristiano I, re di Danimarca                |                                                |  |  |       |  |  |                                    |  |  |                                                |  |
|                                             | Federico I, re di Danimarca | Cristiano I, re di Danimarca                |                                                |  |  |       |  |  |                                    |  |  |                                                |  |
|                                             | Federico I, re di Danimarca | Dorotea di Brandeburgo-Kulmbach             |                                                |  |  |       |  |  |                                    |  |  |                                                |  |
| Cristiano III, re di Danimarca              | Federico I, re di Danimarca |                                             |                                                |  |  |       |  |  |                                    |  |  |                                                |  |
|                                             |                             | Anna del Brandeburgo                        | Giovanni I, X principe elettore di Brandeburgo |  |  |       |  |  |                                    |  |  |                                                |  |
|                                             |                             | Anna del Brandeburgo                        | Giovanni I, X principe elettore di Brandeburgo |  |  |       |  |  |                                    |  |  |                                                |  |
|                                             |                             | Anna del Brandeburgo                        | Margherita di Sassonia                         |  |  |       |  |  |                                    |  |  |                                                |  |
| Anna di Danimarca                           |                             | Anna del Brandeburgo                        |                                                |  |  |       |  |  |                                    |  |  |                                                |  |
|                                             |                             | Magnus I, IV duca di Sassonia-Lauenburg     | Giovanni V, III duca di Sassonia-Lauenburg     |  |  |       |  |  |                                    |  |  |                                                |  |
|                                             |                             | Magnus I, IV duca di Sassonia-Lauenburg     | Giovanni V, III duca di Sassonia-Lauenburg     |  |  |       |  |  |                                    |  |  |                                                |  |
|                                             |                             | Magnus I, IV duca di Sassonia-Lauenburg     | Dorotea di Brandeburgo                         |  |  |       |  |  |                                    |  |  |                                                |  |
| Dorotea di Sassonia-Lauenburg               |                             | Magnus I, IV duca di Sassonia-Lauenburg     |                                                |  |  |       |  |  |                                    |  |  |                                                |  |
|                                             |                             | Caterina di Brunswick-Wolfenbüttel          | Enrico IV, IX duca di Brunswick-Wolfenbüttel   |  |  |       |  |  |                                    |  |  |                                                |  |
|                                             |                             | Caterina di Brunswick-Wolfenbüttel          | Enrico IV, IX duca di Brunswick-Wolfenbüttel   |  |  |       |  |  |                                    |  |  |                                                |  |
|                                             |                             | Caterina di Brunswick-Wolfenbüttel          | Caterina di Pomerania-Wolgast                  |  |  |       |  |  |                                    |  |  |                                                |  |
|                                             |                             | Caterina di Brunswick-Wolfenbüttel          |                                                |  |  |       |  |  |                                    |  |  |                                                |  |